# بوديكا وبناتها
بوديكا وبناتها  (بالإنجليزية: Boadicea and Her Daughters)‏ هي مجموعة نحتية برونزية في لندن تضم، ملكة قبيلة كلت من يكيني، والتي قادت بانتفاضة في بريطانيا الرومانية. تقع في الجانب الشمالي من الطرف الغربيلجسر وستمنستر، بالقرب من منزل بورتكوليس ومرسى وستمنستر، وتواجه بيغ بن وقصر ويستمنستر عبر الطريق. ويعتبر هذا النحت من النحات والفنان الإنجليزي والمهندس توماس ثورنيكروفت ‏. عمل ثورنيكروفت عليها منذ عام 1856 وحتى وفاته بوقت قصير في عام 1885، وأحيانًا بمساعدة ابنه ويليام هامو ثورنيكروفت، إلا أنه لم ينصب في مكانه الحالي حتى عام 1902.

## التصميم
يصور التمثال بوديكا (عادةً ما يُكتب «بوديسيا» كما في العصر الفيكتوري)، ملكة قبيلة يكيني من البريطانيين الكلتيين، مصحبةً ببنتيها، المثبتتين على عربة حربية مسحوبة بواسطة حصانان منتصبان. بأسلوب يشبه عربات النماذج الرومانية، وليس نموذجاً بريطانياً أو يكيني محلي، حيث إن للعربة شفرات تشبه المنجل معلقة على كل عجلة. بوديكا تقف منتصبة في ثوب فضفاض، ورمح في يدها اليمنى وهي رافع يدها اليسرى. وبناتها جاثمات في العربة، كلاً من هما على جانبي والدتهما. ولاواحدة منهما تحمل أي مقاليد للسيطرة على الخيول.

## البناء

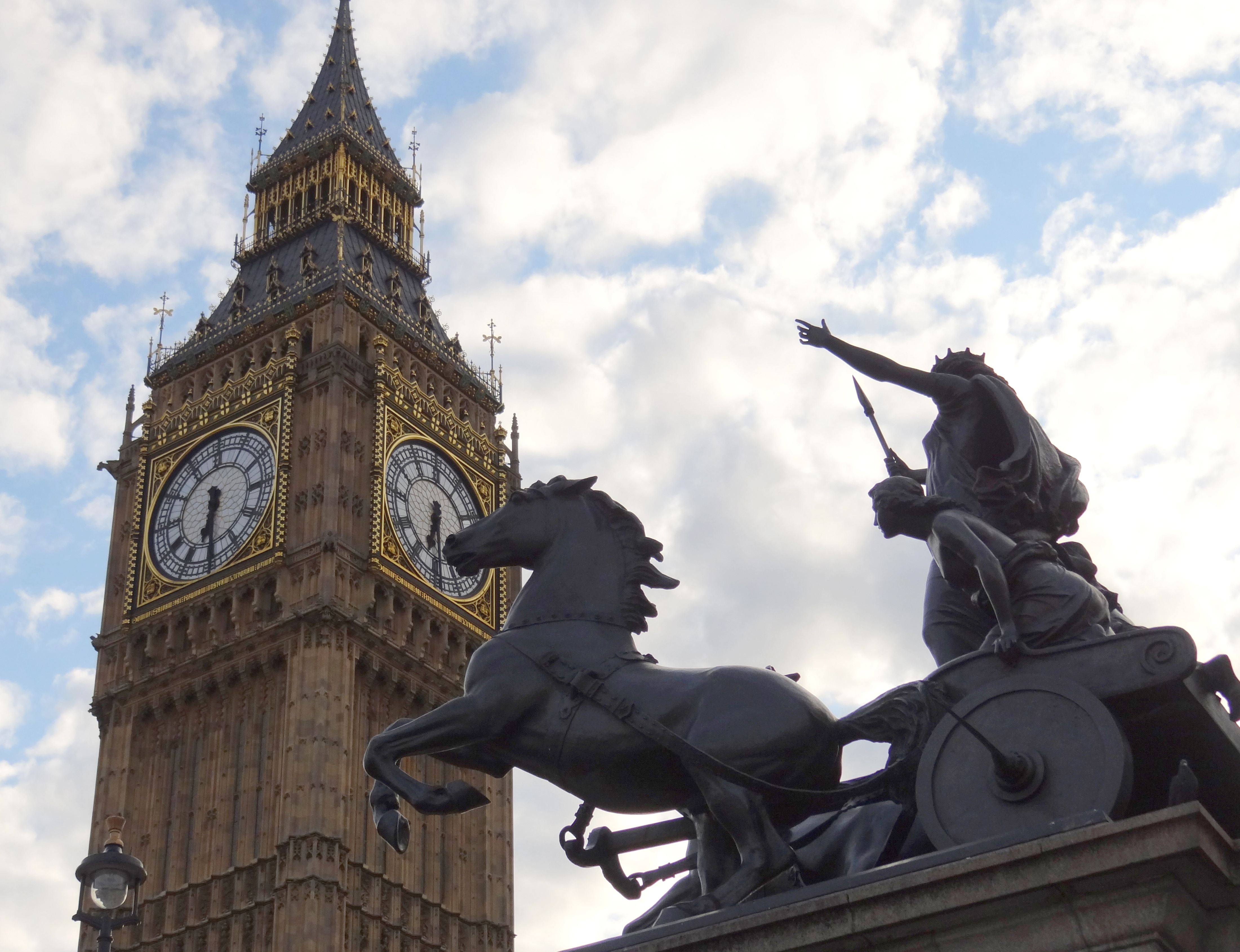
التمثال بالقرب من مبنى البرلمان

كُلف التمثال في خمسينيات القرن التاسع عشر، بعد أن قام ثورنيكروفت بتمثال الفروسية للملكة فيكتوريا التي عرضت في المعرض الكبير في 1851. وأشاد التمثال الملكة فيكتوريا والأمير ألبرت، وقد شاركا في مشروع ثورنيكروفت الجديد. أراد ألبرت أن يقام التمثال الضخم فوق القوس المركزي لمدخل ديسيموس بيرتون للهايد بارك، وطلب من ثورنيكروفيت أن يصنع «عرشًا على عجلات». وقد رسم أوجهللشبه بين فيكتوريا وبوديكا، والتي إسمها يعني أيضاً «النصر». قدم ألبرت خيولاً كنموذجين، ويحمل التمثال بعض التشابهات إلى ملكة فكتوريا الشابة. وقد توفي ألبرت في عام 1861 قبل اكتمال التمثال.
أكمل ثورنيكروفت عمل النموذج بكامل حجمه قبل وفاته في عام 1885، ولكن لم يكن هناك تمويل له ليتم صبه بالبرونز. وتم حفر أعمال ترابية معروفة باسم «قبر بويدسيا» على الجانب الشمالي من برلمان هيل في عام 1894، على الرغم من عدم وجود ال قبر، ولكن ابنه ثورنيكروفت جون إيزاك ثورنيكروفت وأقترح الموقع الذي سيكون مناسباً لموقع تمثال أبيه الذي تأخر نصبه طويلاً. ولكن 6000 جنيه استرليني في لأجل صبه من البرونز لا تزال غير متوافرة. وقد تم تشكيل لجنة لجمع الأموال عن طريق الاشتراك. تم جمع الأموال الضرورية بحلول عام 1898، وألقى التمثال من قبل مؤسس شركة JW Singer & Sons في فروم مقابل 2000 جنيه إسترليني فقط، على الرغم من أنه لا يوجد حتى الآن مكان لإقامة هذا المبنى.

## التثبيت
لم يتم تثبيت تمثال ثورنيكروفت حتى عام 1902، أي بعد أكثر من 17 عامًا من وفاته. تم تشييده في رصيف وستمنستر في يونيو 1902، على منصة جرانيتية كبيرة من قبل توماس جراهام جاكسون. وتمت إضافة نقوش إلى القاعدة في عام 1903 ؛ في الجزء الأمامي من اللوح يحتوي «بويكيا (بوديسيا) / الملكة من يكيني / والتي توفيت A.D. 61 / بعد قيادتها الشعب / ضد الغزو الروماني». ويحتوي الجانب الأيمن من اللوح على نقش مكتوب بنص من قصيدة وليام كاوبر.
يقع التمثال في موقع مزدحم، مع حركة المرور من إمبانكمنت والعديد من السياح المشاة يمرون من دير وستمنستر، ساحة البرلمان ووايت هول إلى الغرب على الجسر الماضي أسد الضفة الغربية نحو قاعة المقاطعة، وعين لندن، وحدائق جوبلي ‏ على الضفة الجنوبية. وقد أصبح مبنى تاريخي محمي من الدرجة الثانية في عام 1958.